# Sloanea dubia
Sloanea dubia är en tvåhjärtbladig växtart som beskrevs av Boeira. Sloanea dubia ingår i släktet Sloanea och familjen Elaeocarpaceae. Inga underarter finns listade i Catalogue of Life.